# Hinsdale County
Hinsdale County je okres ve státě Colorado v USA. K roku 2010 zde žilo 843 obyvatel. Správním městem okresu je Lake City. Celková rozloha okresu činí 2 909 km².